# Быченок, Виталий
Виталий Быченок (род. 3 апреля 1955) — советский самбист и дзюдоист, чемпион (1976, 1981, 1985), серебряный (1975, 1980) и бронзовый (1982, 1983, 1984) призёр чемпионатов СССР по самбо, чемпион (1978) и бронзовый призёр (1977, 1980, 1981) чемпионатов СССР по дзюдо, чемпион Спартакиады дружественных армий по дзюдо, призёр чемпионата дружественных армий по дзюдо, призёр чемпионата Европы в командном зачёте по дзюдо, мастер спорта СССР международного класса.

## Спортивные результаты

### Самбо
- Борьба самбо на летней Спартакиаде народов СССР 1975 — ;
- Чемпионат СССР по самбо 1976 — ;
- Чемпионат СССР по самбо 1980 — ;
- Чемпионат СССР по самбо 1981 — ;
- Чемпионат СССР по самбо 1982 — ;
- Самбо на летней Спартакиаде народов СССР 1983 — ;
- Чемпионат СССР по самбо 1984 — ;
- Чемпионат СССР по самбо 1985 — ;

### Дзюдо
- Чемпионат СССР по дзюдо 1977 — ;
- Чемпионат СССР по дзюдо 1978 — ;
- Чемпионат СССР по дзюдо 1980 — ;
- Чемпионат СССР по дзюдо 1981 — ;